# Pachycnemia benesignata
Pachycnemia benesignata är en fjärilsart som beskrevs av Bell. 1861. Pachycnemia benesignata ingår i släktet Pachycnemia och familjen mätare. Inga underarter finns listade i Catalogue of Life.